# Entwässerungsrinne
Eine Entwässerungsrinne dient zur (Linien-)Entwässerung von Oberflächen. Niederschlagswasser wird von angrenzenden befestigten Flächen zur Rinne geleitet und von dieser der Kanalisation oder einer Versickerung zugeführt. Durch Linienentwässerung entwässerte Flächen sind gleichmäßig zur Entwässerungsrinne hin geneigt, während Flächen mit Punktentwässerung zweiachsig geneigt oder konkav geformt sind (siehe Gefälle).
Vorgefertigte Entwässerungsrinnen besitzen oft einen unter der Oberfläche liegenden Rinnenkörper zur Aufnahme und unsichtbaren Abführung des ablaufenden Wassers. Diese gibt es in verschiedenen Nennweiten (Nennweite = lichtes Innenmaß).
Entwässerungsrinnen, die ablaufendes Wasser in einer flachen, muldenförmigen Rinne oberflächlich abführen, haben als Rinnstein oder Gosse auch spezielle Funktionen.

## Rinnen mit Rostabdeckungen
Diese Rinnen bestehen aus einem Rinnenunterteil und einem beispielsweise geschlitzten Rost als Auflage. Die Unterteile können aus verschiedenen Materialien (rostfreiem Stahl, bandverzinktem oder feuerverzinktem Stahl, Gusseisen, faserbewehrtem Beton, Polymerbeton, Stahlbeton, Kunststoff) gefertigt sein, je nach Belastungsklasse und Verwendungszweck der Rinne. Die Roste können ebenfalls aus verschiedenen Materialien hergestellt sein und unterschiedliche Schlitz- oder Maschenweiten aufweisen. Die Roste werden entweder eingelegt oder aufgelegt und mechanisch verriegelt oder mit dem Rinnenunterteil verschraubt. Daneben gibt es fest eingebaute Roste, welche sich nicht entfernen lassen.

## Schlitzrinnen

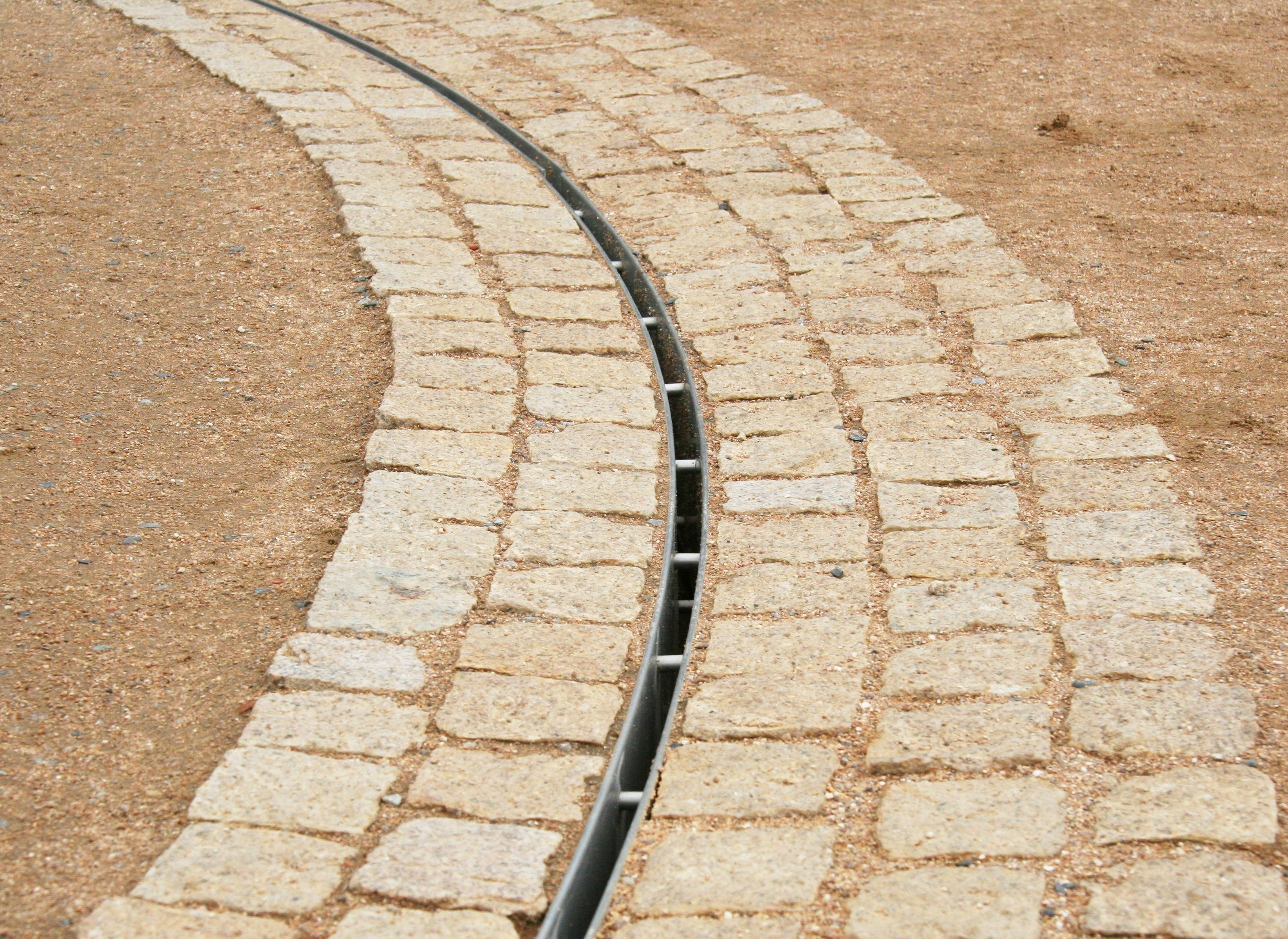
Schlitzrinne aus Edelstahl mit Kleinpflasterzeilen eingefasst

Eine andere Form der Linienentwässerung sind Schlitzrinnen. Dies sind oft Betonfertigteile, die neben einer runden oder ovalen Wasserführung an der Oberseite einen durchgehenden oder unterbrochenen Schlitz zur Aufnahme des zufließenden Wassers haben. Schlitzrinnen gibt es auch an betoniertem Bordstein sowie aus Edelstahl oder verzinktem Stahl. Letztere werden als Fassaden-Schlitzrinnen auch in Balkonen, Terrassen und Laubengängen eingesetzt.

## Abführung des Wassers
Die Entwässerung der Rinne erfolgt über einen Abflussstutzen am Rinnenkörper in genormter Größe (nach Nennweite der Rinne benannt als DN 100, 150 …) oder über einen Sinkkasten. Am Stutzen wird die Entwässerungsleitung angeschlossen, die über einen Schacht oder ein Abzweigstück in den Abwasserkanal einbindet.
Entwässerungsrinnen werden gefertigt
- mit eingebautem Gefälle (z. B. in 10 unterschiedlichen Gefällestufen) oder
- ohne Gefälle. In diesem Fall geschieht der Abfluss durch das freie Wasserspiegelgefälle. Ein Innengefälle ist hydraulisch nicht notwendig. Da Entwässerungsrinnen in der Regel nicht abgedichtet werden, können zurückbleibende Wassermengen versickern.

Entwässerungsrinnen werden in genormten Belastungsklassen A 15 bis F 900 von Fußgänger- bis Schwerlastverkehr angeboten. Die Belastungsklassen sind in der EN 1433 beschrieben. Rinnen, die dieser Norm entsprechen, müssen ein CE Zeichen besitzen. Entwässerungsrinnen der Belastungsklasse D 400 sind für Autobahnen zugelassen, nicht aber quer zur Fahrtrichtung.
Im Straßenbau sind die RAS-Ew zu beachten.
Bei der Herstellung und beim Einbau sind geltende Normen, insbesondere die EN 1433, zu beachten.